# Voivodovo, Vrața
Voivodovo (în bulgară Войводово) este un sat în comuna Mizia, regiunea Vrața,  Bulgaria. 

## Demografie
Componența etnică a satului Voivodovo
     Bulgari (98,86%)
     Nicio identificare (1,13%)
     Altele (0%)
La recensământul din 2011, populația satului Voivodovo era de 264 locuitori. Din punct de vedere etnic, majoritatea locuitorilor (98,86%) erau bulgari. Pentru 1,13% din locuitori nu este cunoscută apartenența etnică.